# Горбівська волость
Горбівська волость — адміністративно-територіальна одиниця Кременчуцького повіту Полтавської губернії з центром у селі Горби.
Старшинами волості були:
- 1900—1904 роках Петро Олексійович Михайлик[1],[2];
- 1913—1915 роках Григорій Іванович Терещенко[3],[4].